# Trzcianka (Staszów)
Pour les articles homonymes, voir Trzcianka.
Trzcianka est une localité polonaise de la gmina d'Osiek, située dans le powiat de Staszów en voïvodie de Sainte-Croix.